# Кастеллоза
Кастеллоза (фр. Na de Castel d'Oze) (конец XII в. — начало XIII в.) — поэтесса из Оверни.

## Биография
Её прозвище означает «за́мковая», «из за́мка». Достоверных сведений о жизни Кастеллозы нет. Известно четыре её произведения — любовные кансоны (музыка к ним не сохранилась) — из женщин-трубадуров стихотворное наследие больше только у графини де Диа.
Согласно вида, составленному позже, она была дворянкой, женой Turc de Mairona (вероятно лорда Meyronne) и любила Армана де Бриона — дворянина более знатного рода, чем она. Песни, которые написала Кастеллоза, адресованы её возлюбленному. Вида характеризует Кастеллозу как женщину «очень весёлую», «очень учёную» и «очень красивую».
 
Предмет всех её стихов - изысканная любовь.